# Karl Sonntag (Politiker)
Karl Sonntag (* 24. Juli 1915 in Sparneck; † 11. Oktober 1982 ebenda) war ein deutscher Politiker (SPD).
Sonntag besuchte zunächst die Volksschule in Sparneck, später das Jean-Paul-Gymnasium in Hof an der Saale, die er mit dem Abitur verließ. Nach Tätigkeiten im Reichsarbeitsdienst und der Wehrmacht war er im Zweiten Weltkrieg als Offizier tätig, nahm am Frankreichfeldzug teil, ehe er 1942 nach Russland ging, wo er drei Jahre lang gefangen gehalten wurde. Nach der Entlassung war er in der Textilindustrie kaufmännisch angestellt und ging später auch in die Gewerkschaft, er war außerdem Mitglied des VdK und des Heimkehrerverbandes. 1955 wurde er für ein Jahr zweiter Bürgermeister seiner Heimatgemeinde, im Jahr darauf zog er in den Münchberger Kreistag ein. Im März 1959 wurde er zum ersten Bürgermeister von Sparneck gewählt. Im Jahr zuvor zog er erstmals in den Bayerischen Landtag ein, dem er bis 1974 angehörte. Er konnte dabei stets das Direktmandat im Stimmkreis Münchberg, Naila erobern. Im Landtag war er zuletzt einer der Schriftführer.